# 讓愛自由
《讓愛自由》是歌手黃鶯鶯在飛碟唱片時期的最後一張國語專輯，於1990年7月發行。專輯內的同名歌曲〈讓愛自由〉翻唱自法國歌手Jean-Jacques Goldman於1987年發行的"Puisque tu pars"，而加拿大女歌手Céline Dion 席琳·迪翁於1997年時又將此曲翻唱成英文版本的"Let's Talk About Love"，並且也以此曲作為專輯的名稱。
〈哭砂〉的作曲者熊美玲以此首歌曲獲得第三屆金曲獎最佳作曲人獎 ，而此曲也獲得了最佳年度歌曲獎的提名。

## 曲目
1. 哭砂
詞．林秋離 曲．熊美玲
．鍵盤&MIDI電腦程式／陳志遠
．小提琴獨奏／李琪
2. 寧願鎖上
詞．馮子瑛 曲．陳志遠
．鍵盤&MIDI電腦程式／陳志遠
3. 風的心
詞．陳樂融 曲．吳大衛
．鍵盤&MIDI電腦程式／陳志遠
．豎琴／解瑄
．双簧管／李泰康
4. 不問不說
詞．馮子瑛 曲．吳大衛
．鍵盤&MIDI電腦程式／黃大煒（粵語版：唐韋琪《從夏天開始》）
5. 你為何不要
詞曲．鄭華娟
．鍵盤&MIDI電腦程式／Ricky Ho
6. 讓愛自由
詞．陳樂融 曲．J.J. Goldman
．鍵盤&MIDI電腦程式／陳志遠
．電吉它／游正彥
7. 三年三月到九天九夜
詞．高愛倫 曲．吳大衛
．鍵盤&MIDI電腦程式／陳志遠
8. 再見還是不見
詞．丁曉雯 曲．黃韻玲
．鍵盤&MIDI電腦程式／黃韻玲
．空心吉它／游正彥
9. 聽你說你的愛
詞．高愛倫 曲．黃大煒
．鍵盤&MIDI電腦程式／黃大煒
．電吉它／倪方來
10. 藏好一個春天
詞．劉虞瑞 曲．吳大衛
．鍵盤&MIDI電腦程式／黃大煒
．電吉它／倪方來